# Heritiera solomonensis
Heritiera solomonensis är en malvaväxtart som beskrevs av André Joseph Guillaume Henri Kostermans. Heritiera solomonensis ingår i släktet Heritiera och familjen malvaväxter. Inga underarter finns listade i Catalogue of Life.